# WikiLeaks
WikiLeaks je mednarodna neprofitna medijska organizacija, ki v okviru spletnega portala, zgrajenega s tehnologijo wiki, objavlja tajne oziroma širšim množicam nedostopne dokumente, prejete s strani anonimnih virov. Spletna stran te ogranizacije je bila vzpostavljena leta 2006, upravlja jo The Sunshine Press. Po enem letu delovanja je spletni portal vseboval podatkovno bazo s preko 1,2 milijona dokumenti. Sprva je deloval po načelih prostega urejanja vsebine (podobno kot Wikipedija in druge wiki spletne strani), postopoma pa je postajal model urejanja bolj zaprt.
Organizacijo naj bi (po lastnih besedah) ustanovili kitajski disidenti, kot tudi novinarji, matematiki in tehnologi iz ZDA, Tajvana, Evrope, Avstralije in Južne Afrike. Časopisni članki in revija The New Yorker (7. junij 2010) opisujejo Juliana Assangea, avstralskega internetnega aktivista, kot vodjo organizacije.
Spletna stran je svetovno pozornost pritegnila leta 2010 s serijo odmevnih razkritij zaupnih dokumentov ameriške vlade: julija 2010 t. i. »Dnevnik vojne v Afganistanu«, zbirko približno 76.900 dokumentov ameriške vojske o vojni v Afganistanu, oktobra 2010 zbirko 400.000 dokumentov o iraški vojni ter nazadnje zbirko 250.000 diplomatskih depeš ameriškega zunanjega ministrstva, ki so jih v svežnjih pričeli objavljati konec novembra 2010.
Vsa večja razkritja so objavili v sodelovanju z novinarji nekaterih najvidnejših svetovnih medijskih hiš (The New York Times, The Washington Post, The Guardian, Der Spiegel, El Pais, Le Monde), ki so s sodelavci WikiLeaks pregledali pridobljene dokumente in izločili za objavo neprimerne. Dokumenti so razkrili številna sporna dejanja pripadnikov ameriških oboroženih sil v sklopu vojne proti terorizmu na bližnjem vzhodu, razkrite diplomatske depeše pa prezirljiv odnos ameriške zunanje politike do zaveznikov in nasprotnikov.
Kmalu po prvih odmevnih objavah so sodelavci spletne strani pričeli trditi, da jim sledijo in jih nadlegujejo policijske enote ter obveščevalci različnih držav. Napadi na WikiLeaks in njene sodelavce so se zaostrili tik pred napovedano objavo diplomatskih depeš konec novembra 2010. Strežnik WikiLeaks je bil sodeč po objavi na uradnem Twitter naslovu na napovedani dan objave tarča hudega porazdeljenega napada za zavrnitev storitve (DDoS); spletna stran je bila tako nekaj časa nedostopna, kljub temu pa so izbor depeš objavili izbrani časopisi. Kmalu po tistem je podjetje EveryDNS, ponudnik storitev DNS, ukinilo domeno wikileaks.org zaradi domnevnega DDoS napada, ki naj bi ogrozil njihovo infrastrukturo, zato se je morala spletna stran preseliti na švicarski naslov WikiLeaks.ch. Kasneje so jim storitve odrekli tudi nekateri drugi ponudniki, med drugim zaradi političnega pritiska ameriške vlade: storitve računalništva v oblaku podjetje Amazon in bančne storitve podjetja MasterCard Inc., Visa Inc. ter PayPal. Vse te organizacije zanikajo, da bi bil vzrok za odpoved politični pritisk in navajajo bodisi skrb za varnost, bodisi kršitev pogojev uporabe kot vzrok.
V drugi polovici leta 2010 je bil na Švedskem sprožen postopek proti predstavniku WikiLeaks, Julianu Assangeu, zaradi obtožb o spolnih prestopkih in 30. novembra je Interpol na švedsko zahtevo za njim razpisal mednarodno poizvedovanje. Assange je obtožbe zanikal in se sam zglasil pri londonski policiji, kjer je bil aretiran. Assange, sicer avstralski državljan, trdi, da so obtožbe povezane z njegovim delovanjem pri WikiLeaks in se namerava upreti izročitvi Švedski, ki naj bi ga imela namen izročiti ameriškim oblastem. Več vidnih ameriških konservativnih javnih osebnosti je namreč izrazilo mnenje, da bi ga morali obravnavati kot pomembnega terorista oz. sovražnega borca.
Spletna skupnost se je odzvala z vzpostavitvijo množice zrcalnih (mirror) strežnikov z dvojniki vsebine in domen za preusmerjanje na naslov wikileaks.ch, kar onemogoča popolno preprečitev dostopa do vsebine. Med drugim je 6. decembra 2010 WikiLeaks dobila svojo domeno tudi v Sloveniji – domena wikileaks.si uporabnika preusmeri na glavni strežnik wikileaks.ch, dva dni kasneje pa je ekipa revije Mladina v sodelovanju z revijo Monitor postavila še popolno zrcalno stran na svojih strežnikih. Hkrati anonimni hekerji izvajajo povračilne napade na spletne strežnike organizacij, ki so WikiLeaks odrekle storitve. 14. decembra je bil po menjavi ponudnika storitev DNS ponovno vzpostavljen tudi prvotni naslov.